# Cristianizzazione della Polonia

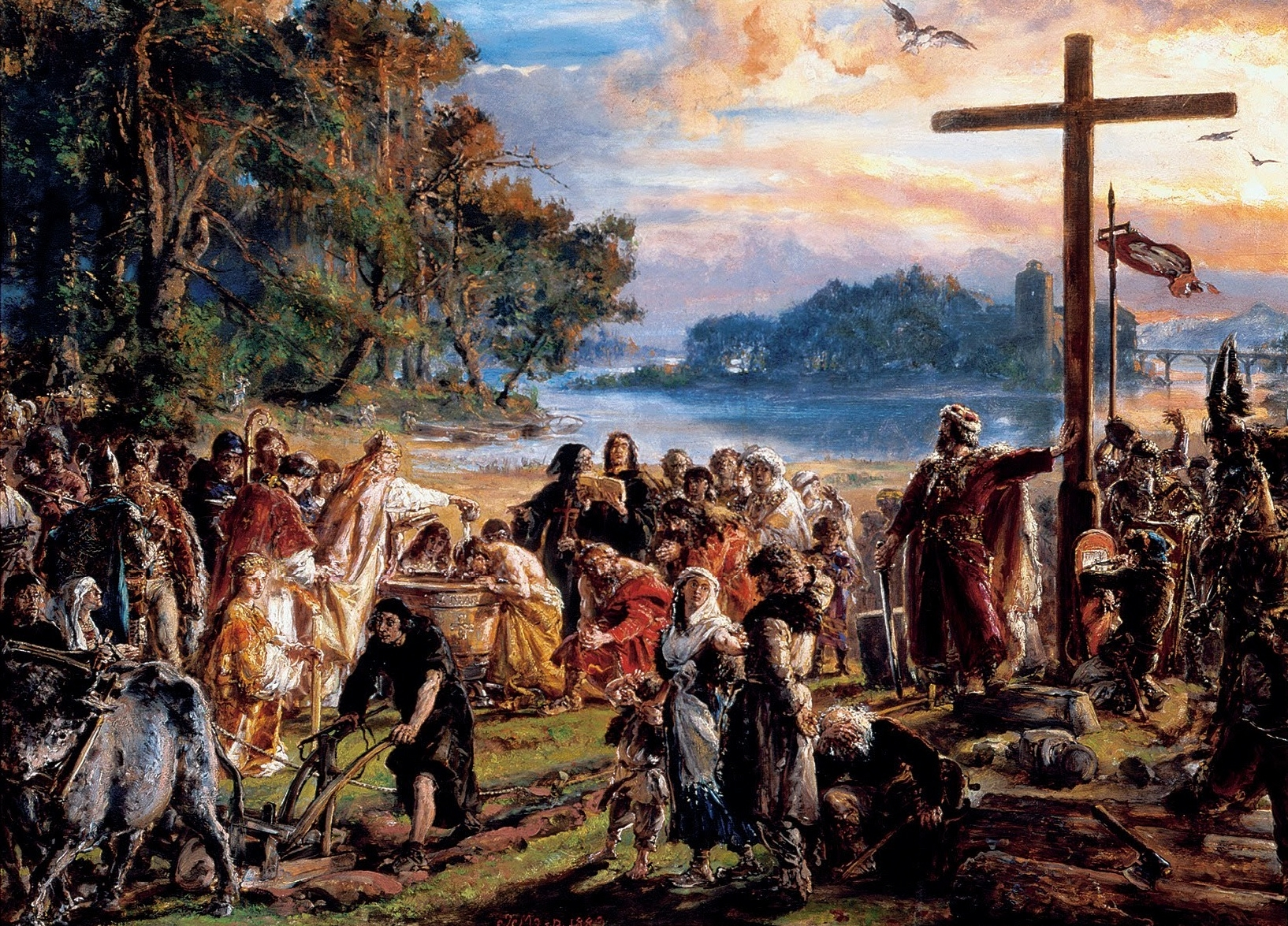
Cristianizzazione della Polonia A.D. 966. di Jan Matejko

Con cristianizzazione della Polonia (in polacco chrystianizacja Polski) si fa riferimento all'introduzione e alla successiva diffusione del cristianesimo in Polonia. L'impulso iniziale scaturì dal battesimo della Polonia (in polacco chrzest Polski), ovvero il battesimo personale di Miecislao I, primo sovrano del futuro stato polacco, e di gran parte della sua corte. La cerimonia avvenne nel sabato santo del 966, il 14 aprile, in un luogo non ancora accertato con esattezza dagli storici, ma con grande probabilità accaduto nelle città di Poznań e di Gniezno. Si attribuisce alla moglie di Miecislao, Dubrawka, una discreta influenza sulla decisione di Miecislao di accettare il cristianesimo.
Sebbene ci vollero secoli per completare la diffusione del cristianesimo in Polonia, il processo si poté ritenere infine fruttuoso, considerando che, dopo molti decenni, la Polonia rientrò tra gli stati europei riconosciuti dal papato e dal Sacro Romano Impero. Secondo alcuni storici, il battesimo di Polonia segnerebbe l'inizio dello stato polacco come propriamente inteso: ciononostante, la cristianizzazione si trasformò in un processo lungo e difficile, dato che la maggior parte del popolo polacco rimase fedele al vecchio credo fino alla reazione pagana durante gli anni 1030.

## Contesto storico

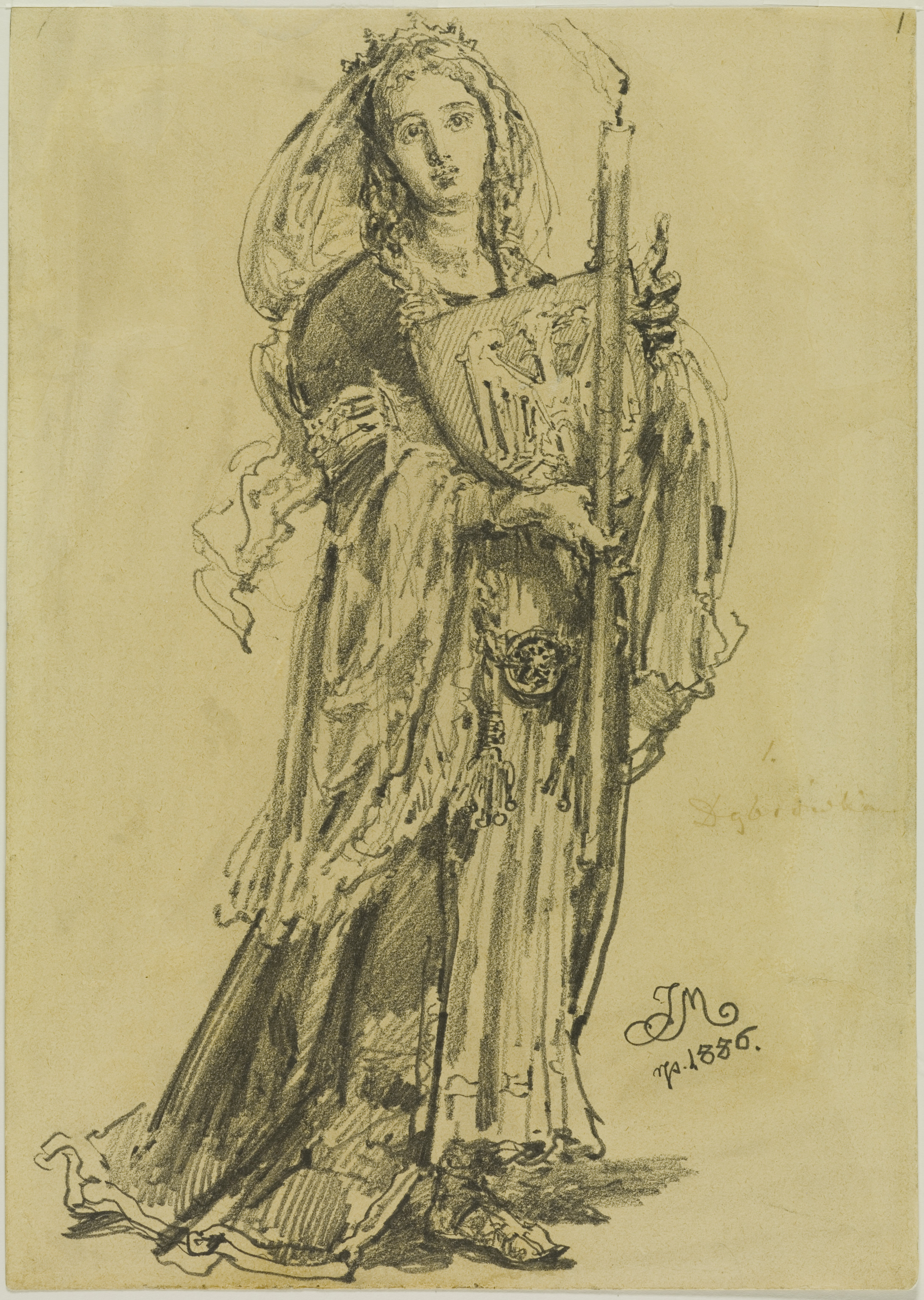
Dubrawka, la moglie di Miecislao che giocò un ruolo fondamentale nella conversione della Polonia al cristianesimo.

Prima dell'adozione del cristianesimo nell'odierna Polonia, esisteva una serie di tribù pagane diverse: tra gli dei pagani venerati in Polonia, Svetovit era uno dei più popolari. Il cristianesimo giunse intorno alla fine del IX secolo, verosimilmente quando i vistolani, localizzati sul fiume omonimo, vennero a conoscenza dei riti cristiani nell'ambito dei vari scambi economici e sociali con il confinante stato (boemo) della Grande Moravia.
L'influenza culturale della Moravia giocò un ruolo significativo nella diffusione (e la successiva adozione) del cristianesimo nelle terre polacche. Secondo Norman Davies, la cristianizzazione della Polonia attraverso l'alleanza con i cechi testimonierebbe la scelta consapevole, da parte dei sovrani polacchi, di allearsi con lo stato ceco piuttosto che con quello tedesco. Come ulteriore esempio, si pensi ad alcune delle successive lotte politiche che coinvolsero la chiesa polacca poiché rifiutava di subordinarsi alla gerarchia tedesca al fine di essere invece direttamente subordinata al Vaticano.

## Processo di cristianizzazione

### Battesimo di Miecislao

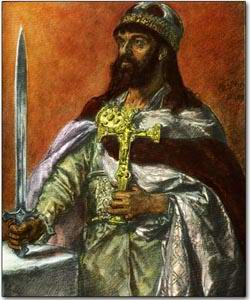
Miecislao I di Polonia, il primo sovrano cristiano, ritratto da Jan Matejko mentre tiene un crocifisso, come allusione al battesimo della Polonia.

Il "battesimo della Polonia" fa riferimento alla cerimonia in cui il primo sovrano dello stato polacco, Miecislao I, e la maggior parte della sua corte, si convertì alla fede cristiana. La moglie di Miecislao, Dubrawka di Boemia, fervente cristiana, giocò un ruolo fondamentale nel promuovere il cristianesimo in Polonia, e potrebbe aver avuto una significativa influenza nella conversione dello stesso Miecislao.
L'esatto luogo del battesimo di Miecislao risulta oggetto di discussioni accademiche; la maggioranza degli storici afferma che i siti più probabili siano da individuare a Gniezno o a Poznań. Tuttavia, altri studiosi hanno proposto località divergenti, quali Ostrów Lednicki, o persino la tedesca Regensburg (oggi Ratisbona). La data del battesimo è il 14 aprile 966, sabato santo.
La cerimonia fu preceduta da una settimana di catechismo orale e molti giorni di digiuno. L'effettivo sacramento consistette nel versare acqua sopra i gruppi segregati di uomini e donne, anche se è possibile invece che le loro teste furono immerse e unte con il crisma.

### Conseguenze del battesimo
La missione battesimale, cominciata nelle grandi città di Gniezno e Poznań dopo il battesimo di Miecislao e della sua corte, si diffuse in tutta la nazione. Durante il X e l'XI secolo, in Polonia furono istituiti molti organi ecclesiastici: durante questa fase, si progettarono la costruzione di chiese e la nomina dei prelati. Il primo vescovo di Polonia, tale Giordano, venne nominato dal papa Giovanni XIII nel 968. Il figlio di Miecislao, Boleslao di Polonia sostenne le missioni di cristianizzazione nelle terre confinanti, tra cui una delle più celebri tenute dal futuro santo Adalberto di Praga in terra prussiana, e istituì inoltre l'arcidiocesi di Gniezno nell'anno 1000.
Sebbene all'inizio la religione cristiana appariva «impopolare e estranea», il battesimo di Miecislao si dimostrò altamente influente ma necessitava di venire applicata dallo stato, e incontrò alcune opposizioni popolari, tra cui una rivolta negli anni 1030 (particolarmente intensa nel periodo 1035–1037). Ciò nondimeno, a quel tempo la Polonia acquisì un suo status come potenza europea vera e propria sia dal papato sia dal Sacro Romano Impero.
Tra le varie province dell'odierna Polonia, la diffusione del nuovo credo si dimostrò più lenta in Pomerania, dove si procedette a grandi passi solo dopo il XII secolo. In principio, il clero proveniva dalle nazioni cristiane dell'Europa occidentale; ci vollero tre o quattro generazioni affinché si formasse un clero polacco, evento avvenuto in concomitanza con la costituzione di monasteri e dalla crescita del numero di frati aumentata via via nel XII secolo. Entro il XIII secolo il cattolicesimo diventò la fede predominante in tutta la Polonia.
Adottando il cristianesimo come religione di stato, Miecislao cercava di raggiungere molti traguardi personali: egli percepiva la conversione come uno strumento per rafforzare la stabilità del suo potere, oltre che alla stregua di un'eccellente strategia volta a unificare il popolo polacco. Il monarca sostituì molti culti minori con uno unico centrale, chiaramente associato con la corte reale. Ciò avrebbe anche migliorato la posizione e la rispettabilità dello stato polacco nella scena europea internazionale. La Chiesa aiutò inoltre a rafforzare l'autorità del monarca e portò in Polonia molta esperienza per quanto riguardava l'amministrazione dello stato. Pertanto, la Chiesa sosteneva lo stato, e in cambio i vescovi ricevano importanti cariche governative (nei secoli successivi, sarebbero stati membri del Senato della Polonia).

## Celebrazioni del 1966 per il millenario

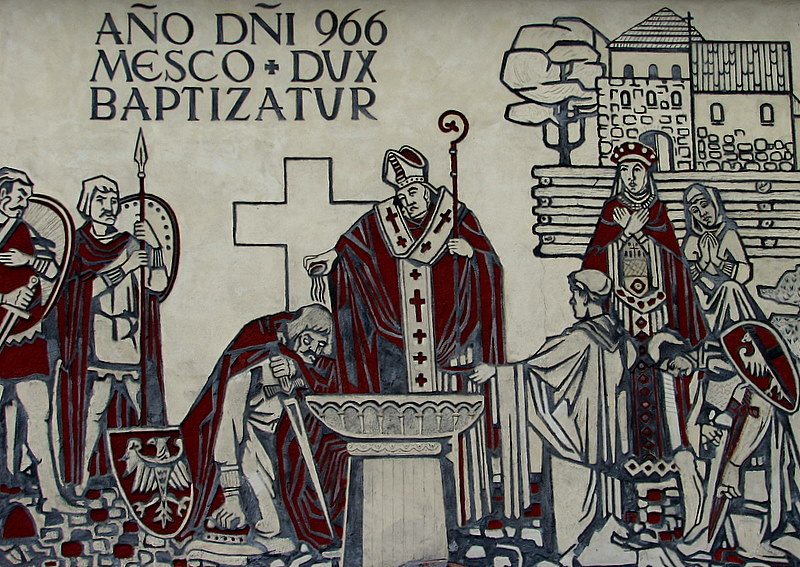
Murale del tempo a Gniezno che commemora il battesimo della Polonia.

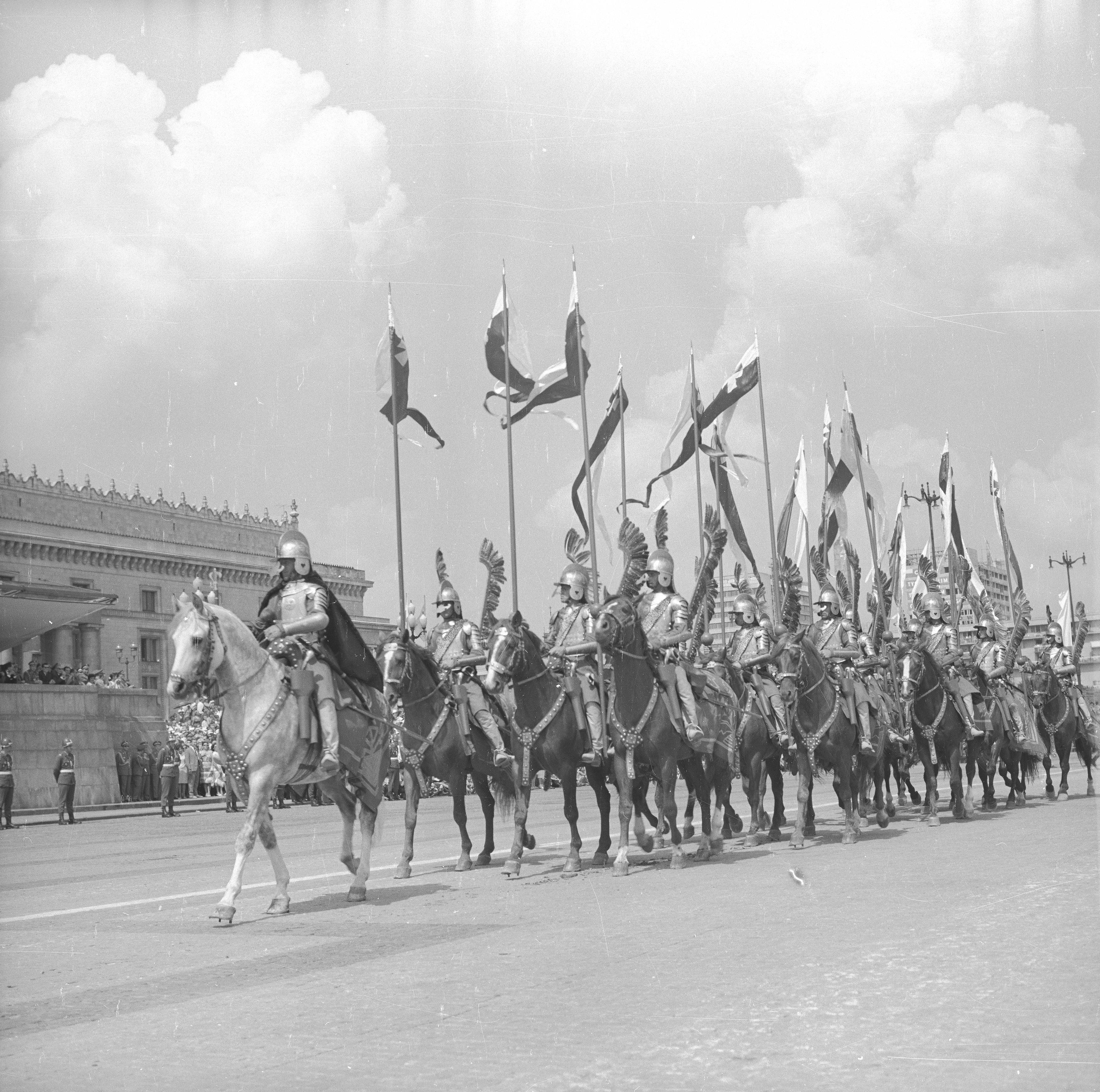
La cavalleria durante la parata nel 1966.

I preparativi per le celebrazioni del millenario cominciarono con la Grande Novena del 1957, che segnò l'inizio di nove anni di digiuno e preghiera. Nel 1966, la Repubblica Popolare di Polonia vide grandi festività in occasione del millesimo anniversario di quegli eventi, con la Chiesa che celebrava i 1000 anni di cristianesimo in Polonia, mentre il governo comunista celebrava i 1000 anni dalla nascita dello stato polacco, e negò per due volte al papa Paolo VI il permesso di visitare la Polonia quell'anno. Il desiderio del partito comunista di separare la religione dallo stato rese i festeggiamenti un motivo di scontro culturale tra lo stato e la curia: mentre la seconda si incentrava sugli aspetti ecclesiastici e religiosi del battesimo con slogan (in latino) come Sacrum Poloniae Millennium ("il millennio sacro della Polonia"), il partito comunista considerava le celebrazioni nel contesto dell'anniversario politico della creazione dello stato polacco, con slogan (in polacco) come Tysiąclecie Państwa Polskiego ("I mille anni dello Stato polacco"). Come ha fatto notare Norman Davies, la Chiesa e il partito avevano «interpretazioni rivali e mutuamente esclusive della significatività [del battesimo della Polonia]».
Il 30 luglio 1966, lo statunitense Bureau of Engraving and Printing emise 128 475 000 francobolli commemorativi in onore del millennio dalla conversione al cristianesimo della Polonia.
Il 22 luglio ebbe luogo una solenne parata davanti al Palazzo della Cultura e della Scienza nella Piazza della Parata di Varsavia, in concomitanza con le annuali celebrazioni per la festa nazionale della Rinascita della Polonia (fissate nell'anniversario della firma del manifesto del PKWN). Fu presenziata da Władysław Gomułka, l'allora primo segretario del Partito Operaio Unificato Polacco (POUP), da altri membri del POUP e del Consiglio di Stato polacco. L'ispettore di parata era il Maresciallo di Polonia Marian Spychalski, mentre a dirigerla era il comandante del distretto militare di Varsavia, il generale maggiore Czesław Waryszak (1919-1979). Le truppe dell'esercito popolare polacco (LWP) erano in parata, con unità come la guardia d'onore rappresentante del LWP, la banda del LWP (guidata dal colonnello Lisztok), nonché cadetti delle accademie militari e altre unità cerimoniali vestite nelle storiche uniformi militari polacche, risalenti alla dinastia Piast. La parata è ad oggi considerata la più grande parata militare della storia della Polonia.